# Нанотехнологија
Нанотехнологија је интердисциплинарна наука која укључује физику, хемију, биологију, науке о материјалима, као и широк скуп инжењерских дисциплина. Ријеч нанотехнологија, користи се као синоним и за науку и за технологију. Као наука, нанотехнологија проучава физичке, хемијске и биолошке особине молекула и атомских честица. Нанотехнологија као технологија примјењује истраживања из наведених наука и различите инжењерске дисциплине за производњу материјала и функционалних система са посебним и јединственим особинама.
Нанотехнологија је предмет истраживања на свим подручјима људске активности и која ће бити основна наука будућег развијања догађаја у електротехници, медицини, грађевинарству, пољопривреди и свим другим областима.

## Корени нанотехнологије
Иако се нанотехнологија сматра за модерну науку, њени корени сежу у дубоку прошлост. Глазура којом се пресвлачило керамичко посуђе за заправо нанобакар и наносребро, а храна у тим посудама је дуже остајала свежа. Бродско дрво се премазивало посебном бакарном емулзијом да би се заштитило од пропадања од стране гљивица, посебно од врсте бродски пуж.
Данас, нанотехнологија као инжењерска дисциплина, односи се на технике и производе који укључују структуре нанометарских димензија, у рангу од 1 до 100 нанометара, а нарочито оне које трансформишу материју, енергију и информацију, употребом нанометарских компоненти са прецизно дефинисаним молекуларним особинама. Крајем 1980-их, појам нанотехнологија улази у широку употребу за опис будућих технологија које ће се базирати на молекуларним машинским системима, односно системима дизајнираним тако да буду способни да конструишу сложене производе са атомском прецизношћу. Од половине 1990-их, употреба концепта се проширила на инструменте, процесе и производе чије су кључне димензије у рангу између 1 до 100 нанометара. Различите технологије се уклапају у ову дефиницију, а многе могу допринети развоју нових производа и производних процеса, на пример, напредна молекуларна производња.

## Наноматеријали
Наноматеријалима се сматрају објекти којима је бар једна димензија између 1 и 1000 нанометара, али најчешће 1-100 nm, што је уобичајена дефиниција наноскале.

### Нанопоре
Десај и Ферари су створили један од првих наноматеријала који могу имати примену у медицини. Реч је о коморама које обухватају ћелије, а начињене су од појединачних силицијумских обланди. Коморе омогућавају комуникацију ћелије са спољашњом околином помоћу рупа (нанопора) чији пречник може бити и до 20 nm. Нанопоре су довољно велике да пропуштају мање молекуле, као што су кисеоник, глукоза или инсулин, али довољно мале да спречавају пролаз имуноглобулина. Када се у организам убаци оваква обложена страна ћелија, организам је неће препознати и одбацити, а омогућиће јој доток нутријената и кисеоника, као и отпуштање инсулина. Ова технологија може имати примену код пацијената оболелих од дијабетеса. Слично овоме, можда је могуће убацити обложене неуроне у пацијенте који пате од Алцхајмерове болести, при томе електричном стимулацијом обезбеђујући отпуштање неуротрансмитера.

### Нанољуске
Нанољуске су сферичне наночестице, које имају диелектрично језгро и танку златну љуску. Ове нанољуске такође садрже квазичестицу плазмон, која представља симултану осцилацију електрона у односу на јоне. Од дебљине љуске и радијуса наночестице зависи са електромагнетним таласима које таласне дужине ће наночестице бити упарене. У примени, нпр. за уништавање ћелија тумора, користи се блиски дио инфрацрвеног спектра, јер је у том делу оптичка трансмисија кроз ткиво оптимална.
Нанољуске се прво убаце у полимерски хидрогел, у ком се налази и лек. Нанољуске круже по организму док се не акумулирају близу ћелија тумора. На жељеном месту, нанољуске селективно апсорбују инфрацрвене електромагнетне таласе, које емитује инфрацрвени ласер. Тако се загрију и истопе полимер, што изазива отпуштање лека, које је више локализовано у односу на стандардне методе. Сличан поступак се може примењивати и за испуштање инсулина у организам, код пацијената који имају дијабетес.

### Квантне тачке
Квантне тачке су наночестице које имају пречник од неколико нанометара и могу се подешавати тако да емитују светлост одређене боје. Ова чињеница их може учинити корисним за детекцију, ако се комбинују са биомолекулама. При осветљавању белом бојом, свака наночестица ће емитовати светлост једне боје, чији је интензитет и до хиљаду пута већи од тренутно кориштених тестова.

## Темељни концепти, поређење
Нанотехнологија је вештина прављења или рада са стварима тако малим да их је могуће посматрати само помоћу најјачих микроскопа. То је такође и способност прављења веома малих машина уз помоћ рачунарске технологије, атом по атом. Да се нагласи овај смисао, често се нанотехнологија назива и молекуларна нанотехнологија.
Може се рећи да је нанотехнологија поље примењене науке базирана на дизајну, синтези и примјени материјала и уређаја реда величине нано.
Један нанометар је милијардити део метра. Поређења ради, типична дужина везе два атома угљеника је 0,12-0,15 nm, и пречник двоструке спирале ДНК је око 2 nm. Најмање ћелијске животне форме, бактерија из рода Mycoplasma, су око 200 nm дужине. Нано-састављање или приступ одоздо према горе, је синтеза наноструктурираног материјала састављањем његових претходно припремљених нанометарских саставних елемената које чине нанометарске честице или чак и појединачни атоми или молекуле.

### Од великог, према малом: поглед на материјале
Бројни физички феномени почињу да се истичу, како се величина система смањује. Ово укључује статистичке механичке ефекте, као и квантне механичке ефекте, на пример „ефект квантне величине“, где су електроничке особине чврстих тела другачије у случају знатног смањења величине делића. Ови ефекти се не примећују код смањења са макро, на микро димензије.
Штавише, квантни ефекти почињу да доминирају када се достигну нанометарске величине, типично на растојањима од 100 нанометара и мање, у такозваном квантном царству. Додатно, многе физичке (механичке, електричне, оптичке, и друге) особине се мењају у поређењу са макроскопским системима. Један пример је повећање односа између површине и запремине, мењајући термичке и каталитичке особине материјала.

### Појмови у нанотехнологији
Нанокристал је наноскопска честица која садржи од неколико стотина до неколико десетака хиљада атома који су уређени у кристалну структуру.
Нанобот је имагинарна машина (робот) на скали од неколико до неколико десетака нанометара, дизајниран да обавља специфичне послове.
Букминстерфулерен C60 је репрезентативни члан угљеникових структура, познатих као фулерени. Чланови породице фулерена су главни субјекти истраживања под нанотехнолошким кишобраном.
До 2012. године, кроз своју Државну нанотехнолошку иницијативу, САД су инвестирале 3,7 милијарди долара, Европска унија је инвестирала 1,2 милијарди, и Јапан 750 милиона долара.

## Увод у историју нанотехнологије
Пионир нанотехнологије је Ерик Дрекслер. Он је амерички инжењер најбоље познат по популаризацији потенцијала хипотетичке молекуларне нанотехнологије. Током касних 70-тих развија идеју молекуларне нанотехнологије. Године 1979. се сусрео са провокативним предавањем физичара и Нобеловца Ричарда Фајнмана, „Много је простора на дну“ („There's Plenty of Room at the Bottom“).
Термин нанотехнологија је 1974. сковао професор Норио Танигучи са универзитета у Токију, да би описао прецизну производњу материјала са нанометарском прецизношћу. Дрекслер је употребио тај назив у својој књизи из 1986.: Engines of Creation: The Coming Era of Nanotechnology, како би описао оно што је после постало познато као молекуларна нанотехнологија. Тада је Дрекслер по први пут употребио израз „сива слуз“ да опише шта се може десити ако хипотетичке саморепликујуће машине измакну контроли.
Једна од препрека у развоју нанотехнологије је недостатак ефикасног начина да се направе машине на молекуларној скали. Једна од Дрекслерових раних идеја је била „асемблер“, наномашина која би имала „руку“ вођену рачунаром која би била програмирана да прави наредне машине. То до сада није учињено.
Вођене су многе расправе о будућем утицају нанотехнлогије. Нанотехнологија има потенцијал да направи многе нове материјале и уређаје са широким спектром примене, у медицини, електроници, биоматеријалима и производњи енергије. Са друге стране, са нанотехнологијом се постављају иста питања као код сваког увођења нове технологије, укључујући бригу о токсичности и утицају наноматеријала на околину, као и њиховог потенцијалног утицаја на економију. Постоје и спекулације око различитих сценарија тоталног уништења. Ове забринутости су водиле до дебата између заговорничких група и влада, о томе да се на неки начин осигура посебна регулација за нанотехнологију.
Подручја у физици као што су наноелектроника, наномеханика и нанооптика су еволуирале током неколико задњих деценија толико да сада осигуравају научни темељ нанотехнлогије.

## Четири главне фазе прогреса у нанотехнологији
Михаил Роко, један од архитеката Националне нанотехнолошке иницијативе САД, је предложио четири фазе нанотехнологије које имају своју паралелу у техничком прогресу током Индустријске револуције.
1. Пасивне наноструктуре - наноделићи и наноцеви који осигуравају додатну снагу, електричну и топлотну проводљивост, отпорност, хидрофилију/хидрофобију и/или друге особине које се појављују из њихових структура на нано скали мера.[14][15]
2. Активни наноуређаји - то су наноструктуре које мењају стање у циљу трансформације енергије, информације и/или да изводе корисне функције. Постоји извесна дебата да ли на неки начин врхунска интегрисана кола спадају у ову групу, с обзиром да она функционишу упркос особинама које се јављају на наноскали, а не захваљујући њима. Штавише, аргумент се развија, она се не квалификују као „нове“ особине на наноскали, чак иако су сами уређаји између једног и стотину нанометара.
3. Комплексне наномашине - склапање различитих наноуређаја у наносистем да би се оствариле сложене функције. Има тврдњи да Zettl машине улазе у ову групу; други тврде да модерни микропроцесори и ФПГА такође одговарају.
4. Систем сачињени од наносистема/Продуктивни наносистеми - они ће бити комплексни наносистеми који производе атомски прецизне делове других наносистема, не са нужно новим појавама нанодимензионалних особина, него са одлично схваћеним основама производње. Због атомске природе материје и могућности експоненцијалног раста, ова фаза у развоју нанотехнологије се види као темељ следеће индустријске револуције. Тренутно има много различитих приступа за изградњу производних наносистема: укључујући приступе „одозго према доле“, и то: „Patterned Atomic Layer Epitaxy“ (епитаксија: раст кристала једног минерала на фацети другог минерала)[16] и „диамондоидна механосинтеза“[17]. Ту су такође и приступи „одоздо према горе“, као што су „ДНК Оригами“ и „Бис-пептиде синтеза“.
5. Инфо/био/нано конвергенција - с обзиром да је сваки живи организам сачињен од атома и информација, Роко је додао пети корак, који је конвергенција три најреволуционарније технологије.

## Тренутна истраживања
Наноматеријали
Поље истраживања наноматеријала укључује потпоља која развијају или проучавају материјале који имају јединствене особине настале из њихових наностепенских димензија.
Функционални приступи
Они захтевају развој компоненти који ће имати жељену функционалност, независно од тога, како ће моћи бити састављени.
- Молекуларна електроника се бави развојем молекула са корисним електронским особинама. Оне се могу користити као једно-молекулске компоненте у наноелетронском уређају. Као примјер се наводи „ротаксан“.
- Синтетичке хемијске методе такође могу бити кориштене за израду синтетичких молекуларним мотора, као у тзв. „наноауто“.

Биомиметички приступи
- Бионика или биомимикрија жели да примени биолошке методе и системе нађене у природи, за проучавање и дизајн инжењерских система и модерне технологије. Биоминерализација је један пример проучаваних система.
- Бионанотехнологија је кориштење биомолекула за примену у нанотехнологији.

## Молекуларна нанотехнологија: дугорочно гледиште
Молекуларна нанотехнологија, понекад називана молекуларна производња, описује конструисане наносистеме (машине на наноскали) који раде на величинама молекула. Молекуларна нанотехнологија је посебно повезана са молекуларним састављачем, машином која може да производи жељене структуре или уређаје атом-по-атом користећи принципе механосинтезе. Производња у контексту продуктивних наносистема није везана са претходним, и треба бити јасно разликована од конвенционалних технологија кориштених у производњи наноматеријала као што су угљеничне наноцеви и наноделићи.
Када је термин нанотехнологија био независно скован и популаризован од стране Ерика Дрекслера (који у то време није знао за ранију употребу од стране Норио Танигучија) односио се на будуће произвођачке технологије базиране на системима молекуларних машина. Претпоставка је била да аналогије са биолошким молекуларним величинама традиционалних делова машина, показују, да су молекуларне машине могуће: с обзиром на безброј примера нађених у биологији, познато је да софистиковане, стохастички оптимизоване биолошке машине, могу бити направљене.
Нада постоји да ће развој нанотехнологије омогућити њихово конструисање на неки други начин, можда користећи биомиметичке принципе. Како год, Дрекслер и други истраживачи су претпоставили да напредна нанотехнологија, иако можда на почетку са применом биомиметике, на крају може бити базирана на принципима машинског инжењерства, производне технологија базиране на употребљивости компоненти као што су: зупчаници, лежајеви, мотори, и конструктивних елемената, те да ће омогућити програмабилно, позиционо склапање до детаљних описа на атомском нивоу.
Физичке и инжињерске перформансе примерака дизајна су анализиране у Дрекслеровој књизи „Наносистеми“. Уопштено, веома је тешко склопити уређаје на атомском нивоу, пошто се при томе морају појединачни атоми позиционирати према другим атомима упоредиве величине и унутрашњег трења.
Други поглед који заступа Карло Монтемагно, јесте да ће будући наносистеми бити хибриди силицијумске технологије и биолошких молекуларних машина. Још један предлог, који је дао Ричард Смајли, јесте да је механосинтеза немогућа због тешкоћа у механичком манипулирању појединачним молекулама. Ово је водило до размјене писама из АЦС публикације Chemical & Engineering News из 2003. Док биологија јасно показује да су системи молекуларних машина могући, небиолошке молекуларне машине су у повоју. Водећи истраживачи небиолошких молекуларних машина су Алекс Зетл и његове колеге на Ловренце Беркли лабораторијама и УЦ Беркли. Они су направили најмање три различита молекуларна уређаја чије је кретање контролисано са десктопа, променом напона: наноцевни наномотор, молекуларни актуатор (актуатор је направа којом се ставља у погон неки механизам), и наноелектромеханички релаксациони осцилатор.
Експерименти који показују да је позиционо молекуларно склапање могуће, су изведени од стране научника Хо и Ли на Корнел универзитету, 1999. Они су користили скенирајући тунелски микроскоп да покрену појединачне молекуле угљен-моноксида (CO) на појединачни молекул гвожђа (Fe), смештен на равном кристалу сребра, и хемијски повезали CO са Fe, користећи напон струје.

## Могућности нанотехнологије
Прогрес у нанотехнологији се може посматрати преко многих параметара, укључујући прецизност, сложеност, исплативост и избор производа. Дугорочни циљеви нанотехнологије су атомска прецизност, арбитрарна сложеност наноструктура, уштеда у производњи и масовна производња. Комбинација ових циљева изгледа изводљива, али само кроз вишеслојни процес који почиње са разумијевањем да тренутно стање развоја нанотехнологије има ограничене способности.
Технологије које се користе у нанотехнологији су врло различите, брзо се мијењају, а често нису међусобно повезане. Типични производи нанотехнологије су наночестице, фибре и филмови различитих материјала и структура. Ту су такође литографске наноструктуре за електронска интегрална кола, структуре настале спонтаним додавањем молекула, односно аутосклапањем, као и чврсти храпави, или порозни наноматеријали. Медији и материјали који се користе за производњу наноструктура и нанотекстура, често међусобно немају много заједничког, а налазе практичну примјену почев од производње одјеће отпорне на флеке па све до напредних електронских компоненти. Многи типови нанотехнологија су насљедници научних истраживања из већ постојећих наука, али сада под новим именом.
У будућности се претпоставља да ће нанотехнологија у великој мери олакшати живот људима и решити значајне проблеме данашњице. По избору сајта My life scoop међу шест најбољих изума нанотехнологије су се нашли кесица за чај која прочишћава воду, вештачки мишићи који препознају болест и лече је изнутра, путеви који се греју изнутра и спречавају клизање возила током зиме, добијање енергије из измета, одећа на соларни погон, као и одећа која прочишћава ваздух. Али поред тога може постати веома деструктивна ако се буде користила у ратовима.